# Тонлун Сісуліт
Тонлун Сісуліт (лаос. ທອງລຸນ ສີສຸລິດ; нар. 10 листопада 1945) — лаоський державний і політичний діяч, двадцять другий прем'єр-міністр Лаосу і чинний, 7-й президент країни.

## Біографія
Сісуліт народився 10 листопада 1945 року у провінції Хуапхан, Лаос. З 1962 по 1969 роки навчався у педагогічному коледжі Патріотичного фронту Лаосу.
Пізніше продовжив своє навчання в СРСР, де 1978 року закінчив філологічний факультет Ленінградського державного педагогічного інституту імені О. І. Герцена, а 1984 року здобув докторський ступінь в Академії суспільних наук при ЦК КПРС.
Заступник міністра закордонних справ Лаосу (1987—1992), міністр праці і соціального забезпечення Лаосу (1993—1996).
Був членом Національної асамблеї (від 1997 до 2001 року очолював парламентський комітет з міжнародних справ, від 2001 до 2006 — голова комітету з державного планування й інвестицій та комітету з енергетики).
Член Політбюро ЦК НРПЛ з 2001 року.
Заступник прем'єр-міністра Лаосу (2001—2016). Міністр закордонних справ Лаосу (2006—2016).
23 січня 2016 року на 10-му з'їзді Народно-революційної партії Лаосу, що є урядовою та єдиною політичною партією в країні, був рекомендований на посаду прем'єр-міністра. 20 квітня 2016 року кандидатура була схвалена депутатами Народних зборів.
На початку 2021 року Тонлун Сісуліт був обраний новим генеральним секретарем Народно-революційної партії, а отже, і фактичним лідером Лаосу, ставши першою цивільною особою без військового досвіду, яка обійняла посаду генерального секретаря. Тонлун був приведений до присяги 22 березня 2021 року, замінивши попереднього лідера Буннянга Ворачіта після його виходу у відставку. Пханкхам Віпхаванх замінив Тонгуна на посаді прем'єр-міністра.
Окрім рідної лаоської володіє в'єтнамською, англійською та російською мовами.